# Diéval
Diéval – miejscowość i gmina we Francji, w regionie Hauts-de-France, w departamencie Pas-de-Calais.
Według danych na rok 1990 gminę zamieszkiwały 653 osoby, a gęstość zaludnienia wynosiła 54 osób/km² (wśród 1549 gmin regionu Nord-Pas-de-Calais Diéval plasuje się na 692. miejscu pod względem liczby ludności, natomiast pod względem powierzchni na miejscu 217.).